# Richard L. Berkowitz
Richard L. Berkowitz ist ein US-amerikanischer Gynäkologe.

## Leben
Richard Berkowitz studierte an der New York University School of Medicine und absolvierte seine Facharztausbildung am Kings County Medical Center (Internship) und New York Hospital/Cornell Medical Center (Residency). Er war 18 Jahre lang Chefarzt der Abteilung Geburtshilfe (Obstetrik) und Gynäkologie an der Mount Sinai School of Medicine in New York, bevor er Professor für Geburtshilfe und Gynäkologie an der Columbia University (College of Physicians and Surgeons) wurde. Er ist dort auch seit 2005 Direktor für Facharztausbildung (Resident Education).
Berkowitz leistete wichtige Beiträge zur Entwicklung von chirurgischen Therapien und Diagnoseverfahren von Kindern im Mutterleib, etwa zur Behandlung von Rhesus-Inkompatibilität, Obstruktionen des Urintrakts bei Föten, der Behandlung problematischer Mehrfach-Schwangerschaften und bei der Verwendung von Ultraschall zur Diagnose bei Schwangerschaften.
Er veröffentlichte über 200 Fachaufsätze und 35 Buchkapitel und Bücher. 2012 erhielt er mit James Bruce Bussel den König-Faisal-Preis.  Berkowitz arbeitete mit Bussel über mehr als zwei Jahrzehnte an der Erforschung und Entwicklung von diagnostischen Verfahren und nicht-invasiven Therapieverfahren für Alloimmun-Thrombozytopenie.
Er war Präsident der New York Obstetrical Society.

## Schriften
- mit Sheldon Cherry, Nathan G. Kase Rovinsky and Guttmacher’s Medical, surgical, and gynecologic complications of pregnancy, Baltimore, Williams & Wilkins 1985
- Herausgeber: Critical care of the obstetric patient, New York, Churchill Livingstone 1983
- Herausgeber mit John C. Hobbins, Fred Winsberg: Ultrasonography in obstetrics and gynecology, Baltimore, Williams & Wilkins 1983
- Herausgeber mit Donald R. Coustan, Tara K. Mochizuki: Handbook of prescribing medications during pregnancy, 2. Auflage, Boston, Little Brown 1986
- Herausgeber mit Carmel Cohen, Nathan Kase Obstetric Ultrasonography, gynecologic oncology, Churchill Livingstone 1988